# Audrey Kawasaki
Audrey Kawasaki (ur. 31 marca 1982 w Los Angeles) – amerykańska ilustratorka i malarka, znana z charakterystycznych, zmysłowych przedstawień młodych kobiet. Jako inspiracje wymienia Art Nouveau i mangę.